# Степонайтис, Эдмундас
Эдмундас Степонайтис (28 февраля 1892, Синтаутай Сувалкская губерния Российская империя — 19 августа 1908, Шакяй) — литовский поэт, прозаик и переводчик.

## Биография
Родился в бедной крестьянской семье. В 1904 году окончил два класса народной начальной школы, затем занимался самообразованием. Интересовался религией, астрономией и философией, много читал, хорошо знал русский язык и литературу, вёл переписку со Л. Н. Толстым, поднимая в письмах моральные, религиозные и культурные вопросы, изучал труды В. С. Соловьёва
Работал в типографии в Шакяе. В 1905 году переехал в Ковно и работал наборщиком в издательстве С. Банайтиса. Вскоре начал сотрудничать с прессой, в основном, с «Viltis» и «Draugija», где публиковал стихи, эссе и переводы с русского языка.
Прожил короткую жизнь, всего 16 лет. Заболел брюшным тифом, а когда вылечился, был укушен бешеной собакой, укус которой вызвал воспаление мозга.
Похоронен в Синтаутай.

## Творчество

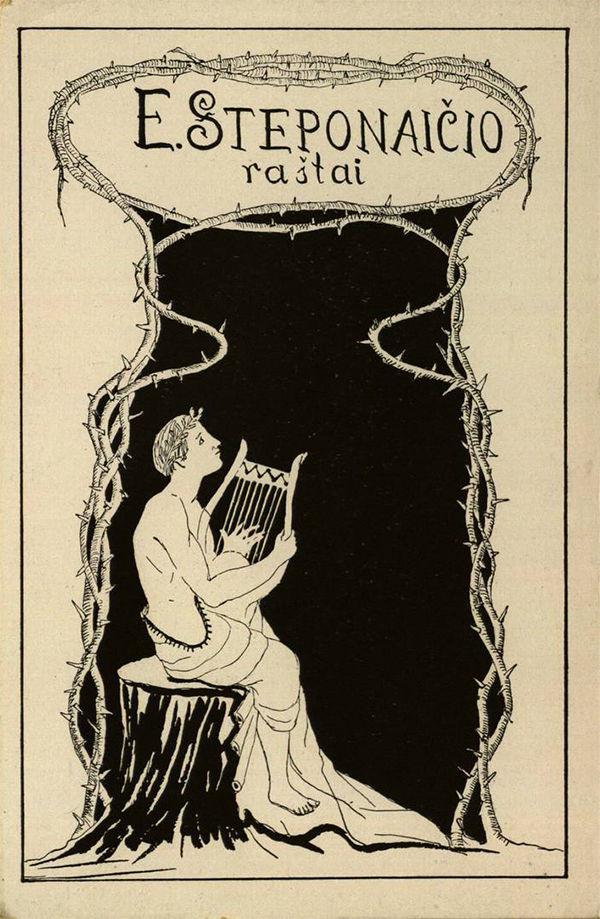
Посмертный сборник стихов Э. Степонайтиса. 1912 г.

Э. Степонайтис начал писать стихи около 1906 года. Вошёл в историю литовской литературы как молодой символист, в своё творчество внедрявший разные новшества. Его поэзия лирична, близка к философскому содержанию. Объектами вдохновения были разные человеческие переживания и чувства, природа.
Переводил стихи Ю. Балтрушайтиса (литовского поэта, в основном, писавшего на русском языке) и русских поэтов и писателей: Пушкина, Н. Некрасова, Ф. Тютчева, А. Кольцова, Гоголя и др.

## Память
- Именем Э. Степонайтиса названа одна из улиц г. Синтаутай.